# Odontolabis ludekingi monticola
Odontolabis ludekingi monticola es una subespecie de coleóptero de la familia Lucanidae.

## Distribución geográfica
Habita en Sumatra (Indonesia).